# Evropa 2

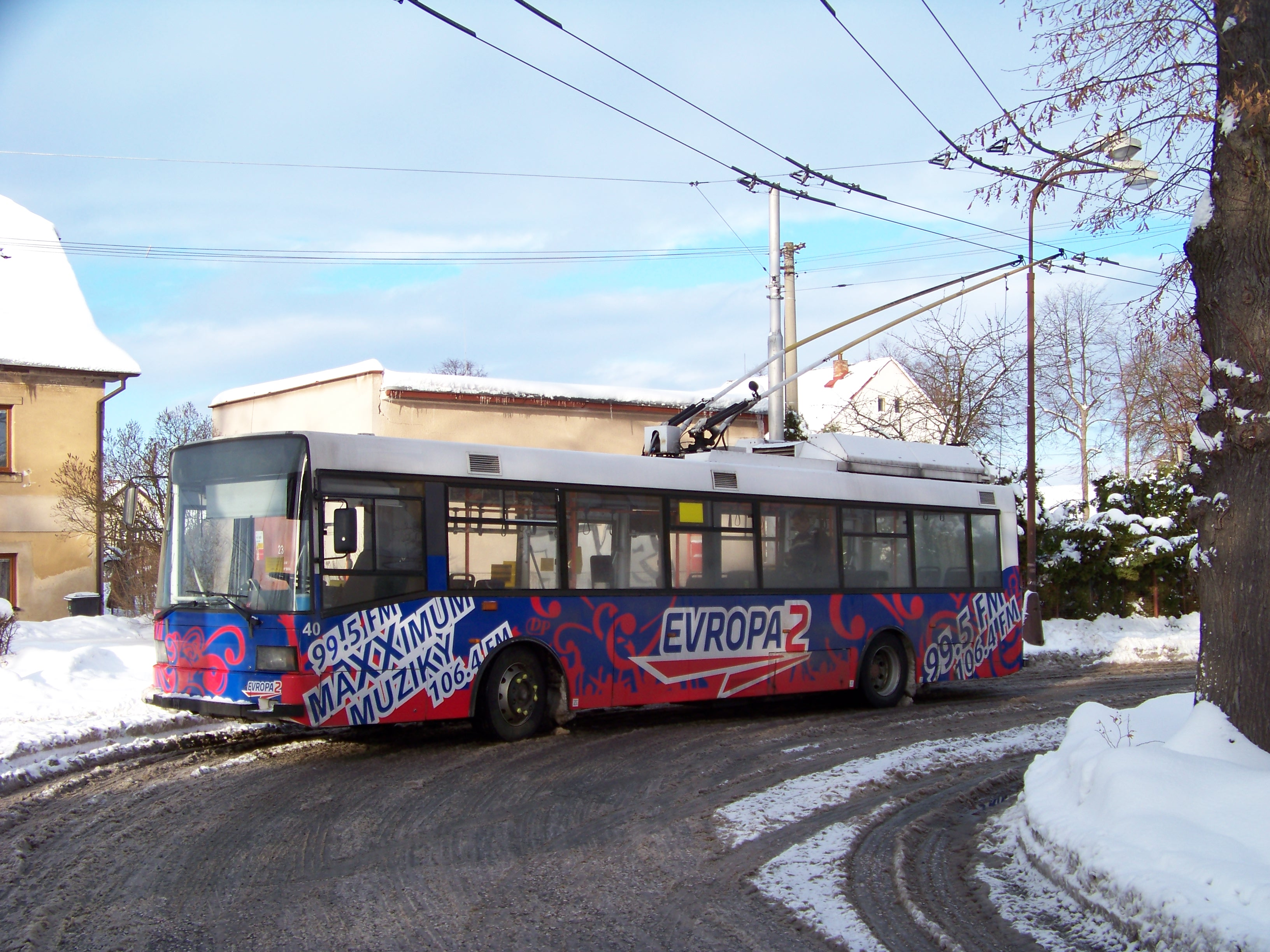
Trolejbus s reklamou Evropy 2

Evropa 2 je soukromá rozhlasová stanice, která vznikla jako první komerční rádio v Československu po roce 1989. Začala vysílat 21. března 1990 pod názvem Europe 2 na frekvenci 88,2 MHz z vysílače Praha, kterou jim tehdy coby nevyužívanou zapůjčil Československý rozhlas.

## Charakteristika
Jedná se o hudební formát CHR rádia zaměřeného na cílovou skupinu posluchačů ve věku 16 až 40 let. Signál v pásmu VKV distribuuje pomocí 36 vysílačů, což pokrývá téměř celou ČR. Stanice vysílá i v sítích DAB+ a na internetu.
Společně se stanicemi Frekvence 1 patřila od svého založení do skupiny Regie Radio Music (RRM) ve vlastnictví společnosti Lagardère Active Radio International, kterou v Česku zastupoval česko-francouzský podnikatel Michel Fleischmann. Roku 2018 stanice Evropa 2 a Frekvence 1 spolu s Rádiem Bonton a Dance radiem se staly součástí mediální skupiny Czech Media Invest (CMI) českého podnikatele Daniela Křetínského, hodnota  transakce tehdy činila přibližně 1,8 miliardy korun.

## Program
- 6.00–9.00 Ranní show (po–pá) – Leoš Mareš, Patrik Hezucký
- 9.00–11.00 Afterparty (po–pá) – Pavel Cejnar[4]
- 11.00–13.00 MaXXimum muziky (po–pá) – Jindra Ekl
- 13.00–15.00 MaXXimum muziky (po–pá) – Jakub "Koťák" Kotek
- 15.00–18.00 Odpolední show Evropy 2 (po–pá) – Tomáš Zástěra, Zorka Hejdová
- 18.00–20.00 Večer na maXXimum (po–st, pá) – Petr Říbal, Ondra Urban
- 20.00–22.00 Brzda Evropy 2 aneb Jakoby show (út+ne) – Petr "Nasty" Cerha, Arnošt "Arny" Fraunebreg, Vojtěch "Vojtaano" Záveský
- 18.00–20.00 Evropa 2 Music Chart (čt: premiéra, ne: repríza) – Bob Švarc
- 20.00–21.00 Rap ateliér On–Air (st) – Jindra Ekl, Randy Cøld
- 7.00–10.00 MaXXimum muziky – víkend (so–ne) – Bob Švarc
- 10.00–13.00 MaXXimum muziky – víkend (so–ne) – Ondra Vodný
- 13.00–16.00 MaXXimum muziky – víkend (so–ne) – Ivana "Fancy" Kulhánková
- 16.00–19.00 (so), 16.00–18.00 (ne) MaXXimum muziky – víkend – Jakub Štěpán
- 0.00–6.00 (po–pá), 20:00–23:59 (po–út, čt), 21:00–23:59 (st), 20.00 (pá)–7.00 (so), 19.00–22.00 (so), 4.00–7.00 (ne), 22.00–23.59 (ne) MaXXimum muziky
- 22.00 (so)–4.00 (ne) Dance eXXtravaganza – Michael Burian, Ondray, DJ Brian, Michael C...